# Aubrey Davis
Aubrey D. Davis (Apache, Oklahoma, 28 de marzo de 1921-Oklahoma City, Oklahoma, 23 de noviembre de 1996) fue un jugador de baloncesto y de béisbol estadounidense que disputó una temporada en la BAA, además de jugar en la CBA, la NBL y la PBLA. Con 1,88 metros de estatura, jugaba en la posición de escolta.

## Trayectoria deportiva

### Universidad
Jugó durante su etapa universitaria en los Bison de la Universidad Oklahoma Baptist, con los que fue elegido en dos ocasiones en el mejor quinteto de su conferencia, antes de cumplir el servicio militar en la Fuerza Aérea de los Estados Unidos donde continuó jugando al baloncesto.

### Profesional
Tras cumplir con el servicio militar, fichó en 1946 por los St. Louis Bombers de la recién creada BAA, donde disputó una temporada en la que promedió 4,9 puntos por partido. Al año siguiente disputó la corta temporada de la PBLA con los Oklahoma City Drillers, donde fue uno de los mejores anotadores de su equipo, promediando 5,8 puntos por partido.
En 1948 ficha por los Hammond Calumet Buccaneers de la NBL, con los que disputa únicamente ocho partidos, en los que promedia 1,1 puntos. Puso fin a su carrera jugando tres partidos con los Sunbury Mercuries de la EBL.

#### Estadísticas en la BAA

##### Temporada regular
| Temporada | Edad | Equipo            | Liga | Pos. | P  | TIT | MIN | TC  | TCA | %TC  | 3P | 3PA | %3P | TL  | TLA | %TL  | R.OF. | R.DEF. | REB | ASIS | ROB | TAP | PER | FP  | PTS |
| 1946-47   | 25   | St. Louis Bombers | BAA  |      | 59 |     |     | 1.8 | 6.5 | .281 |    |     |     | 1.2 | 1.9 | .635 |       |        |     | 0.2  |     |     |     | 2.3 | 4.9 |
| Total     |      |                   | BAA  |      | 59 |     |     | 1.8 | 6.5 | .281 |    |     |     | 1.2 | 1.9 | .635 |       |        |     | 0.2  |     |     |     | 2.3 | 4.9 |

##### Playoffs
| Temporada | Edad | Equipo            | Liga | Pos. | P | TIT | MIN | TC  | TCA | %TC  | 3P | 3PA | %3P | TL  | TLA | %TL   | R.OF. | R.DEF. | REB | ASIS | ROB | TAP | PER | FP  | PTS |
| 1946-47   | 25   | St. Louis Bombers | BAA  |      | 3 |     |     | 0.7 | 2.0 | .333 |    |     |     | 1.0 | 1.0 | 1.000 |       |        |     | 0.0  |     |     |     | 1.0 | 2.3 |
| Total     |      |                   | BAA  |      | 3 |     |     | 0.7 | 2.0 | .333 |    |     |     | 1.0 | 1.0 | 1.000 |       |        |     | 0.0  |     |     |     | 1.0 | 2.3 |

### Béisbol
Compaginó su carrera en el baloncesto con el béisbol, jugando en las Ligas Menores durante tres años, entre 1946 y 1948, com un promedio de bateo del 26,1%.